# Ringo Shiina
Pour les articles homonymes, voir Shiina.
Ringo Shiina (椎名 林檎, Shiina Ringo) née le 25 novembre 1978 est une chanteuse japonaise, autrice, compositrice, interprète, guitariste et pianiste.

## Biographie

### Jeunesse
Yumiko Shiina (椎名 裕美子, Shiina Yumiko) est née dans la Préfecture de Saitama de Kōtarō Shiina, employé d'une entreprise pétrolière, et Akiko Shiina, femme au foyer. Yumiko est la première fille et le deuxième enfant du ménage. Son frère aîné s'appelle Junpei. Elle est née avec une atrésie de l'œsophage qui se rétrécit près de l'estomac, ce qui nécessita plusieurs interventions chirurgicales. Elle en garde de larges cicatrices sur les omoplates, donnant l'impression que des ailes d'anges ont été enlevées.
Son contact avec les arts commence grâce à l'intérêt de son père pour le jazz et la musique classique. Sa mère a étudié la danse à l'université et a pratiqué le ballet. Il y avait donc à la maison une large collection de musique, un piano et une guitare. Son père était aussi un grand lecteur de magazines de musique. Elle commence à pratiquer le piano et le ballet classique à 5 ans.
Elle était très ouverte mais devint de plus en plus timide et discrète. Le pseudonyme Ringo, du japonais pomme, vient du fait qu'elle rougissait comme une pomme quand elle était en face des gens.
Ses parents se souviennent d'une enfant sans problème sauf qu'elle ne supportait pas la solitude, piquant une colère si elle ne pouvait pas avoir d'ami avec qui jouer.
Elle a déménagé à Fukuoka, à l'âge de treize ans, et y a été élevée. Elle s'est rendu compte qu'elle ne pourrait devenir ni ballerine ni pianiste, donc elle a rêvé de devenir chanteuse. Dès l'âge de 15 ans, elle s'implique dans plusieurs groupes de musique et en solo. En 1995, elle reçoit une reconnaissance au Festival de Jeunes Musiciens en tant que membre du groupe féminin Marvelous Marble. Plus tard, elle reçoit un prix d'excellence en tant qu'artiste solo dans la Compétition Annuelle de Découverte Musicale.
À la fin de son adolescence elle était une fan du groupe de rock Number Girl, assistant à plusieurs spectacles lorsqu'elle le pouvait.

### Carrière solo initiale
Son premier single paraît en mai 1998, elle avait alors 19 ans. Le titre est Kōfukuron (« Théorie de la joie »). Dans le vidéo clip elle fait allusion à ses cicatrices chirurgicales en portant une paire d'ailes dans son dos. Puis parait son premier album, Muzai Moratorium (Innocence Moratorium), en février 1999, puis son deuxième album, Shōso Strip, en mars 2000. En mars 2001 paraît le seul "Single" qui n'ait été inclus dans aucun autre de ses albums, Mayonaka wa Junketsu, et créé un clip vidéo en style animé-rétro, où elle est dépeint le rôle d'une héroïne de film d'espionnage du milieu des années 1960. Elle fait une courte pause lors de sa grossesse et revient un an plus tard avec une compilation double de titres multi-lingues intitulé Utaite Myōri.
À l'âge de 24 ans, Shiina se marie avec le guitariste Junji Yayoshi et a un fils. Le couple se sépare 14 mois plus tard. En 2003, paraît son troisième album, intitulé Karuki Zaamen Kuri no Hana. Pendant l’enregistrement de cet album, Courtney Love essaya d'entrer en contact avec elle et de la recruter. Vers la fin de sa carrière solo, elle a fait enlever ses grains de beauté qui étaient sa marque de fabrique et fait paraître son dernier « Single » solo, Ringo no Uta ("Chanson de pommes"), qui peut être décrit comme un résumé éclatant de sa carrière, incluant un vidéo clip qui fait référence à toutes ses vidéos précédentes.

### Tokyo Jihen
Le 31 mai, 2004, Shiina forme un groupe appelé Tokyo Jihen (東京事変) qui est introduit la première fois dans la tournée de Shiina Sugoroku Ecstasy et est mis en vedette sur le DVD de Shiina Grain de beauté électrique.
Le groupe original Tokyo Jihen était composé de: Ringo Shiina (vocales), Mikio Hirama (aka Mikki) (guitare), Seiji Kameda (guitare basse), Masayuki Hiizumi (aka H Zetto M or HZM) (clavier et piano) et Toshiki Hata (batteries).
En juillet 2005, le groupe annonce que le claviériste Masayuki Hiizumi et le guitariste Mikio Hirama ont quitté Tokyo Jihen, et que de nouveaux membres sont recherchés pour leur deuxième album. En septembre 2005 annonce sur leur site web qu’ils ont sélectionné deux nouveaux membres, Ryosuke Nagaoka (a.k.a. Ukigumo) à la guitare et Ichiyō Izawa aux claviers. Peu de temps après, le groupe annonce la sortie prochaine de leur deuxième album (mettant de l’avant les nouveaux membres) en janvier 2006, et feront deux concerts, à la salle Osaka-Jo à Osaka et au Budokan à Tokyo, en février 2006.
Le groupe se sépare le 29 février 2012.

### Reprise de la carrière
Fin 2006, Ringo annonce qu’elle refera du travail en solo comme directrice musicale pour la musique du film Sakuran en 2007, un film base sur la manga Moyoko Anno au sujet d’une fille qui devient une oiran courtisane de la période Edo dans le district de Yoshiwara. Un nouveau « Single » et un nouvel album ont été annoncés, les deux liés de près au film (il n’y a pas de bande sonore de prévue) et semble dû à la grande inspiration qu’elle aurait eue en travaillant sur le film. Bien que travaillant seule, elle a sollicité l’aide du violoncelliste Saitō Neko et le groupe Soil & "Pimp" Sessions, avec qui elle a joué auparavant, pour l’assister dans l’enregistrement du nouveau matériel. Une chanson faite avec Soil & "Pimp" Sessions, intitulée "Karisome Otome (Death Jazz version)" a été mise en vente en exclusivité sur iTunes du Japon le 11 novembre 2006. La pièce s’est retrouvée meilleure vente pendant plusieurs jours. Après le succès de l’album, elle a repris son travail avec Tokyo Jihen et sort un nouvel album, Variety en septembre 2007.

## Styles de chansons et d’écriture
Shiina est une musicienne accomplie et une autrice, compositrice en plusieurs genres. Elle est également connue pour ses excentricités (roulement des “r”) et ses vidéo clips promotionnels visuellement saisissants.
Les textes de Shiina sont importants, contenant des expressions complexes et archaïques. Les textes de ses albums utilisent souvent des caractères kanji dont l’usage n’est pas commun.
Musicalement, les compositions de Shiina prennent un style de plus en plus complexe au cours de sa carrière solo, incorporant une plus grande variété d’instruments et une production plus élaboré dans chacun de ses albums. Malgré le fait que l’influence de Shiina reste dominante dans les compositions de Tokyo Jihen, les arrangements dépouillés dans un style rock and roll plus standard, mettant plus en vedette le rôle plus individuel des membres du groupe.
Chanteuse-autrice-compositrice, elle donne dans un rock sombre, détonnant et plutôt atypique. Son style s'oppose à tout ce que l'on peut régulièrement connaitre de la musique japonaise (notamment toute la culture J-pop).
Une autre particularité de Shiina Ringo tient au fait qu'elle chante en plusieurs langues: en japonais et en anglais, mais aussi en français (Les Feuilles mortes de Prévert ou Jazz à Gogo de France Gall) et en allemand (Heidenröslein de Goethe et Schubert).

## Présence dans les médias